# ヒエロス・ガモス
ヒエロス・ガモス（hieros gamos, 希: ἱερὸς γάμος）またはヒエロガミー（英: hierogamy, 希: ἱερογαμία）は「聖なる結婚」を意味するギリシア語由来の言葉で、神婚、聖婚、聖体婚姻ともいう。
聖婚は神話や儀礼などにみられる男女二神の交合や神と人の婚姻のモチーフである。創世神話において世界の創造をもたらした天の神と地母神の交わり、豊穣をもたらす男神と女神または神と人の結婚を模倣した祭儀、中世ヨーロッパにおいて修道女が神の花嫁と呼ばれたこと、などが聖婚の例として挙げられる。
語源はギリシャ語で、"hieros" = holy（神聖な）、"gamos" = marriage, coupling（婚姻、媾合）。

## 聖婚の祭儀
聖婚は、象徴的な意味を持つ古代の儀式であり、一般的に春に行われる。これは冬が生命活動に乏しく死を象徴するため、春はそれからの蘇りと考えられたことによるもので、死と再生の儀式の一環である。多くの場合参加者は、儀式の対象となる神と交信し、自身が神の属性を帯び、そして彼らが結婚することによって、彼ら自身と彼らの土地、そして彼らの民と都市国家の利益のために、象徴的かつ文字通りの豊穣がもたらされるよう祈念した。
この儀式は、宗教の主権者と神殿娼婦 (en) によってしばしば実施されていた。

## 歴史的な例
いくつかの事例、例えばシュメールの都市国家の王と「天の女王」とされる女神イナンナの女祭司との間で行われる「神聖な結婚」(Sacred Marriage) については、これは実際的な目的にかなった儀式であった。というのは、一般の人々は、自分たちが配偶者と性交をする際によくこの機会を利用していたが、それは、子供が冬に生まれるように調整するためでもあった。その時期には赤ん坊の世話をする充分な時間を確保できたためである。
聖婚が現代でも実行されている例としてはウイッカが挙げられる。その儀式において、参加者は「グレート・ライト (en)」と呼ばれる性行為をする。
ほとんどの場合ベルティーン (en) の夜5月1日に行われるこの儀式では、男神を体現する男性と女神を体現する女性とが性交し、恋人同士たる二神の交わりと、ユール（冬至）に生まれるであろう新しい神の懐妊とを祝う。
それは本質的には豊穣儀礼であり、秋に結実するであろう種を母なる大地に蒔くということを象徴させる意図がこめられている。
グレート・ライトはウイッカおよび新異教主義の内部では純粋に象徴的な意味でなされることの方が多い。その場合、儀式用の短剣を杯に突き入れることで聖婚の神聖なる和合を象徴させる。この象徴的儀礼はサバトとエスバトにおいてよく行われる。